# Estatua de Franz Kafka
La Estatua de Franz Kafka (en checo: Socha Franze Kafky) del artista Jaroslav Róna fue instalada en la calle Vězeňská del barrio judío de Praga (República Checa) en diciembre de 2003. Está situada cerca de la Sinagoga Española. Representa al escritor bohemio en lengua alemana Franz Kafka subido a los hombros de una figura sin cabeza, y está inspirada en el relato de 1912 Descripción de una lucha de Kafka. Esta estatua de bronce, de 3.75 metros de altura, fue inaugurada el 4 de diciembre de 2003.

## Descripción
La estatua reproduce un traje gigante y vacío con un hombre sentado encima a horcajadas. Inspirada en el relato Descripción de una lucha, representa a Kafka sentado sobre su padre, que el escritor siempre describió como un hombre enorme y austero. Kafka fue colocado a horcajadas sobre el traje, casi para hacer ver que ha superado su miedo hacia su padre gracias a la carta que le escribió, la famosa Carta al padre. La estatua también recuerda a la mente La metamorfosis y el abandono del propio cuerpo. Viendo el traje vacío nos preguntamos qué ha pasado con el cuerpo que lo llenaba, por lo que también cabe hacer referencia al término «kafkiano» en este caso.